# قضاء بنجوين
قضاء بينجوين (بالكردية پێنجوێن) أحد أقضية محافظة السليمانية ويقع على بعد 96 كم من مدينة السليمانية، قرب الحدود الإيرانية ويحتل قضاء بينجوين موقعاً استراتيجيا لكونه أحد المنافذ الحدودية المهمة بين العراق وإيران.